# Montagu Toller
Montagu Henry Toller, né le 2 février 1871 à Barnstaple et mort le 5 août 1948 à Titchfield (en), est un joueur britannique de cricket. 

## Biographie
Montagu Toller étudie à la Blundells's School où il est membre de l'équipe de cricket. Il est joueur du Somerset County Cricket Club en 1897 ainsi que du Devon County Cricket Club (en). Il participe à l'unique match de cricket aux Jeux olympiques en 1900 à Paris. La Grande-Bretagne bat la France par 158 courses et remporte donc la médaille d'or.